# Lijst van werken gebaseerd op Faust
Veel kunstenaars zijn door de eeuwen heen geïnspireerd geraakt door de Faustlegende. Hier volgt een lijst met adaptaties, inclusief werken waarin Faustiaanse thema’s een belangrijke rol spelen.

## Drama
- Jacob Bidermann: Cenodoxus (1602)
- Christopher Marlowe: The Tragical History of Doctor Faustus (A-text 1604, B-text 1616)
- William Mountfort: The Life and Death of Doctor Faustus, made into a farce (1697)
- John Rich: The Necromancer, or Harlequin Dr. Faustus (1723)
- John Thurmond: Harlequin Doctor Faustus (1723) en The Miser, or Wagner and Abericock (1726)
- Gotthold Lessing: toneelstuk, Doktor Faust
- Johann Wolfgang von Goethe: Faust (1806-1832)
- George Gordon, Lord Byron: Manfred (1817)
- Christian Dietrich Grabbe: Don Juan und Faust (1829)
- Nikolaus Lenau: Faust (1836)
- George Sand: Les Sept Cordes de la Lyre (1838)
- H. J. Byron: Little Doctor Faust (1877) (een musical burleske in het Gaiety Theatre)
- Michel de Ghelderode: La Mort du Docteur Faust (1925)
- Gertrude Stein: Doctor Faustus Lights the Lights (1938)
- Paul Valéry: Mon Faust (onafgemaakt 1940)
- Fernando Pessoa: Fausto Tragédia Subjectiva
- Václav Havel: Temptation, toneelstuk (1986)
- Todd Alcott: Jane Faust (1995)
- David M. Nevarrez: The Damnable Doctor Faustus (1995-1998)
- John Jesurun: Faust/How I Rose (1996)
- Michael D'Antonio: Faust in Vitro (1997)
- David Ives': Don Juan in Chicago (1995)
- La Fura dels Baus: Faust: Version 3.0 (1998)
- David Mamet: Faustus', toneelstuk (2004)
- Punchdrunk: Faust in Promenade (2006-2007)
- Ab Gietelink: Faust (2006)
- George Axelrod: Will Success Spoil Rock Hunter?, toneelstuk (1955)
- Edgar Brau: Faust (2012)
- Gezelschap FroeFroe: Fausto (2014) Combinatie van toneel en poppenspel

## Opera
- Louis Spohr: Faust (1816)
- Louise Bertin: Fausto (1831)
- Hector Berlioz: La damnation de Faust (1846)
- Charles Gounod: Faust (1859)
- Arrigo Boito: Mefistofele (1868)
- Meyer Lutz: Faust and Marguerite en het burleske Faust up to date (1888)
- Ferruccio Busoni: Doktor Faust (1916-25)
- Sergej Prokofjev: De vuurengel (1927; voor het eerst uitgevoerd in 1954)
- Igor Stravinsky: The Rake's Progress (1951)
- Havergal Brian: Faust; Prelude to Act II, from Faust; Abend & Night ride of Faust and Mephistopheles, from Faust; Gretchen songs, from Faust en Cathedral Scene, from Faust (1955-56)
- Henri Pousseur (muziek) en Michel Butor (libretto): Votre Faust (1961-68), en gerelateerde werken
- Konrad Boehmer: Doktor Faustus/Georg Faust (1983), libretto door Hugo Claus
- Alfred Schnittke: Historia von D. Johann Fausten (1994)
- Damn Yankees: Broadway musical
- John Coolidge Adams: Doctor Atomic (2005)
- Pascal Dusapin: Faustus, the Last Night (2006)

## Klassieke muziek
- Pablo de Sarasate: Faust Fantasy
- Ludwig van Beethoven: Opus 75 no 3: Es war einmal ein König (1809)
- Franz Schubert: Gretchen am Spinnrade (1814)
- Richard Wagner: Eine Faust-Ouvertüre (1840)
- Hector Berlioz: La damnation de Faust (1846)
- Robert Schumann: Scenes from Goethe's Faust
- Louis Spohr: Faust (1852)
- Charles Gounod: Faust (1856-59)
- Arrigo Boito: Mefistofele (1868)
- Franz Liszt: Eine Faust Symphonie (1854-57) en de Mephisto Walsen
- Modest Mussorgsky: Mephistopheles lied in Auerbach's kelder.
- Gustav Mahler: Tweede deel van Symfonie nr. 8 (1906-07)
- Ferruccio Busoni: Doktor Faust (1923)
- Julius Röntgen: Aus Goethes Faust (1931)
- Petr Eben: Faust (1980)
- Alfred Schnittke: Faust Cantata (1982-83)
- Alfred Schnittke: Historia von D. Johann Faustus (1983-94)
- Randy Newman: Faust (1993)
- Jesus Rueda: Diario de Fausto (1999)

## Ballet
- Faust door Jules Perrot (1848)

## Hedendaagse muziek
- Kamelot: Epica Saga (Epica en The Black Halo)
- Urfaust
- The Trans-Siberian Orchestra: Beethoven's Last Night
- Switchfoot: Faust, Midas and Myself (2006)
- Cradle of Filth: Absinthe With Faust (van het album Nymphetamine)
- Little Tragedies: New Faust (2003).
- Akercocke
- Radiohead: Faust ARP & Videotape (van het album In Rainbows)
- Tenacious D: Pick of Destiny
- Muse: The Small Print (van het album Absolution)
- Current 93: Faust
- Frank Zappa: Titties & Beer. Live in New York
- Tom Waits: Lucinda (van het album Orphans: Brawlers, Bawlers & Bastards)
- Sabbat: A Cautionary Tale (van het album History of a Time to Come)
- Charlie Daniels Band: The Devil Went Down to Georgia
- Agalloch: Faustian Echoes EP (2012)

## Poëzie
- D.J. Enright: A Faust Book (1975)
- Carol Ann Duffy: Mrs Faust
- Charles Baudelaire: Châtiment De L`Orgueil
- Karl Shapiro: The Progress of Faust
- J. M. R. Lenz: Die Hollenrichter (onafgemaakt)
- Hart Crane: Of the Marriage of Faustus and Helen

## Proza-fictie
- F. M. von Klinger: Fausts Leben, Thaten und Hollenfahrt (1791)
- Matthew Lewis: The Monk (1796)
- Charles Maturin: Melmoth the Wanderer (1820)
- Washington Irving: The Devil and Tom Walker (1824)
- William Beckford:  Vathek (1846)
- G. W. M. Reynolds: Faust: A Romance of the Secret Tribunals en Wagner, the Wehr-wolf (beiden 1847)
- Ivan Turgenev: Faust (1855)
- Louisa May Alcott: A Modern Mephistopheles (1877)
- Samuel Adams Drake: Jonathan Moulton and the Devil (1884)
- Oscar Wilde: The Picture of Dorian Gray (1891)
- Joaquim Maria Machado de Assis: Quincas Borba (1891)
- Peadar Ua Laoghaire (Peter O'Leary): Séadna (geschreven voor kinderen die Iers leren)
- Marie Corelli: The Sorrows of Satan (1896)
- Alfred Jarry: Exploits and Opinions of Dr. Faustroll, pataphysician (1898)
- Valery Bryusov: The Fiery Angel (1908)
- Gaston Leroux: The Phantom of the Opera (1909-'10)
- Axel Munthe: Het verhaal van San Michele (1928)
- Michail Boelgakov: De Meester en Margarita (1929-'40)
- Klaus Mann: Mephisto (1936)
- Stephen Vincent Benet: The Devil and Daniel Webster (1937)
- Thomas Mann: Doktor Faustus (1947)
- Douglass Wallop: The Year the Yankees Lost the Pennant (1954)
- William Gaddis: The Recognitions (1955)
- Roger Zelazny: For a Breath I Tarry (1966)
- John Hersey: Too Far to Walk (1966)
- Philip K. Dick: Galactic Pot-Healer (1969)
- John Banville: Mefisto (1986)
- Clive Barker: The Damnation Game (1986)
- Carl Deuker: On the Devil's Court (1989)
- Terry Pratchett: Faust Eric (1990)
- Roger Zelazny en Robert Sheckley: If at Faust You Don't Succeed (1993)
- Tom Holt: Faust Among Equals (1994)
- Michael Swanwick: Jack Faust (1997)
- Angus Fergusson: The Empress (1997)

## Films en scenario's
- enkele films van Georges Melies gaan over Faust en/of Mephisto
- Der Student von Prag (1913 – remakes in 1926 en 1935)
- The Phantom of the Opera (1925)
- Faust (1926)
- The Devil and Daniel Webster (1941) en remake (2004)
- Phantom of the Opera (1943)
- La Leggenda di Fausto (1948)
- La Beaute du Diable (1949)
- Alias Nick Beal (1949)
- The Doctor and the Devils door Dylan Thomas (1953), verfilming in 1985
- The Band Wagon (1953)
- Marguerite de la Nuit (1955)
- Faustina (1956)
- Damn Yankees! (1958)
- The Little Shop of Horrors (1960) en remake (1986)
- Faust (1960)
- The Phantom of the Opera (1962)
- Faust (1964)
- Faust XX (1966)
- Bedazzled (1967) en remake (2000)
- Doctor Faustus (1967)
- El Extrano Caso del doctor Fausto (1969)
- Il Maestro e Margherita (1972)
- President Faust (1974)
- Phantom of the Paradise (1974)
- The Forbidden (1978)
- Faust/us Renewed (korte films 1981-1989) – Damnation (korte films 1992-1998) – The Cabinet of Dr. Mephisto (korte animatiefilms 1999-2006)
- Mephisto (1981)
- Doktor Faustus (1982)
- The Phantom of the Opera (1983)
- Angel Heart (1987)
- Faustfilm: An Opera (1987) – Faust's Other: An Idyll (1988) – Faust 3: Candida Albicore (1988) – Faust IV (1989)
- The Phantom of the Opera (1989)
- The Phantom of the Opera (1990)
- Barton Fink (1991)
- Faust (1994)
- The Devil's Advocate (1997)
- Spawn (1997)
- Il fantasma dell'opera (1998)
- Faust: Love of the Damned (2001)
- Fausto 5.0' (2001)
- I Was a Teenage Faust (2002)
- The Phantom of the Opera (2004)
- Batman Begins (2005)
- Star Wars Episode III: Revenge of the Sith (2005)
- Faustbook (2006)
- Ghost Rider (2007)
- Faust (2011)

## Comics
- Ghost Rider
- Faust, graphic novel-serie
- Spawn
- Spider-Man: One More Day
- V for Vendetta

### Manga
- Death Note
- Osamu Tezuka: Faust (1950)
- Osamu Tezuka: Neo Faust (1988)
- R.O.D
- Puella Magi Madoka Magica
- Shaman King

## Overig
- Hanns Eisler – Rhapsodie für großes Orchester mit Sopran-Solo nach Worten aus Goethes Faust 2. Teil
- Hans Werner Henze – Chor Gefangener Trojer
- Otakar Jeremiáš – Tvůrci Fausta
- Phantom Regiment – Faust (2006)
- Anton Rubinstein – Faust, muzikale schildering
- Max von Schillings – Bühnenmusik zu Goethe’s Faust
- Heinrich Schulz-Beuthen – Zwei Episoden aus Goethe’s Faust